# Ernest Dupré

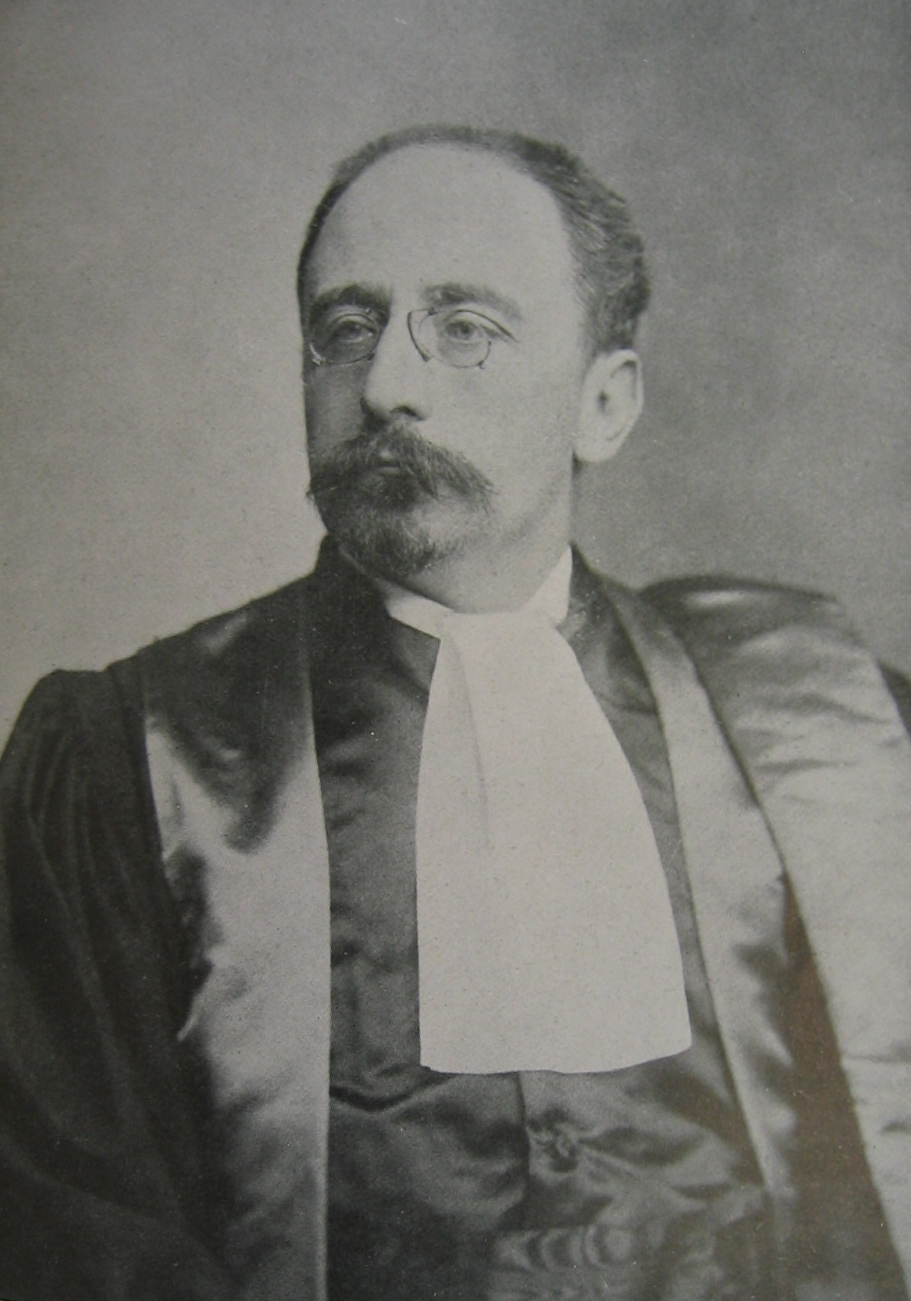
Ernest Dupré

Ernest Dupré (ur. 7 marca 1862 w Marsylii, zm. 2 września 1921 w Deauville) – francuski lekarz psychiatra, profesor psychiatrii w Paryżu, członek Académie Nationale de Médecine. Wprowadził do medycyny termin mitomanii